# Baton Rouge Kingfish
Baton Rouge Kingfish var ett amerikanskt professionellt ishockeylag som spelade i den amerikanska ishockeyligan East Coast Hockey League (ECHL) mellan 1996 och 2003. Laget hade sitt ursprung från 1988 när Erie Panthers gick med i den nystartade ECHL och spelade fram till 1995. 2003 lades laget ner men året efter såldes laget och flyttades till Kanada, rättare sagt till Victoria i British Columbia för att vara Victoria Salmon Kings. De spelade sina hemmamatcher i inomhusarenan Riverside Centroplex Arena i Baton Rouge i Louisiana. Laget var farmarlag till St. Louis Blues i NHL mellan 1996 och 1998. De vann varken Riley Cup eller Kelly Cup, som var/är trofén till det lag som vinner ECHL:s slutspel.
Spelare som spelade för dem var bland andra Alexandre Burrows, Johan Hedberg, Shane Hnidy, Raitis Ivanāns, Per Ledin, Sanny Lindström och Derrick Smith.